# Andrew Johnson
Andrew Johnson (29 tháng 12 năm 1808 - 31 tháng 7 năm 1875) là tổng thống thứ 17 của Hoa Kỳ và tại nhiệm từ năm 1865 đến năm 1867. Ông vốn là phó tổng thống và lên làm tổng thống khi tổng thống Abraham Lincoln bị ám sát năm 1865. Ông là một thành viên Đảng Dân chủ, nhưng đồng ứng cử với Lincoln với tư cách đại diện Đảng Liên minh Dân tộc trong cuộc bầu cử Tổng thống năm 1864. Sau khi Nội chiến Hoa Kỳ kết thúc, Johnson mới bắt đầu nhậm chức Tổng thống. Ông ủng hộ việc sát nhập nhanh chóng của các tiểu bang đã ly khai trước cuộc nội chiến vào lại Liên minh nhưng lại không có biện pháp hay điều luật nào bảo vệ cho các nô lệ trước đây. Điều này đã gây ra sự bất hòa với Quốc hội Hoa Kỳ, cơ quan nhà nước lúc bấy giờ được kiểm soát bởi Đảng Cộng hòa, và cuối cùng dẫn đến việc Hạ viện luận tội ông. Tuy nhiên, ông vẫn may mắn giữ được chức vụ Tổng thống khi Thượng viện quyết định tha bổng ông với cách biệt thuận-chống chỉ có 1 lá phiếu. Với cương vị Tổng thống, có lẽ thành công lớn nhất mà Johnson mang lại cho đất nước chính là thương vụ Alaska.

## Tiểu sử
Johnson được sinh ra trong một gia đình nghèo khó tại vùng Raleigh, Bắc Carolina, do đó ông không có cơ hội được đi học. Với nghề thợ may, ông đã làm việc tại nhiều thị trấn khác nhau ở biên cương trước khi quyết định lập nghiệp tại Greeneville, Tennessee. Ông từng làm ủy viên hội đồng thành phố và thị trưởng trước khi được bầu vào Hạ viện tiểu bang Tennessee vào năm 1835. Sau một thời gian ngắn làm việc tại Thượng viện tiểu bang Tennessee, Johnson đắc cử làm dân biểu Hạ viện Hoa Kỳ năm 1843 và ông đã làm việc tại đây 5 nhiệm kỳ 2 năm. Ông trở thành Thống đốc tiểu bang Tennessee trong khoảng 4 năm, và sau đó được các nhà lập pháp của tiểu bang bầu làm Thượng nghị sĩ tại Thượng viện Hoa Kỳ năm 1857. Trong suốt những năm làm việc tại Quốc hội, ông cố gắng để giúp Đạo luật Nhà ở được thông qua, và sau cùng, đạo luật này cũng đã được thi hành không lâu sau khi ông rời Thượng viện năm 1862. Khi mà các tiểu bang miền Nam, bao gồm cả Tennessee, ly khai để thành lập Liên minh miền nam Hoa Kỳ, Johnson vẫn giữ một mối quan hệ thân thiết với Liên bang miền bắc. Ông là Thượng nghị sĩ duy nhất từ Liên minh miền Nam vẫn giữ chức vụ của mình tại Liên bang sau khi biết tin tiểu bang ông đại diện đã ly khai khỏi nhà nước.

## Dưới thời Abraham Lincoln
Năm 1862, Lincoln đã bổ nhiệm ông làm Thống đốc quân sự của tiểu bang Tennessee sau khi phần lớn lãnh thổ ở đây đã được quân Liên bang lấy lại. Vào năm 1864, Johnson, với tư cách là một thành viên Đảng Dân chủ ủng hộ phe Liên bang miền bắc và một người dân miền nam chống đối sự ly khai của các tiểu bang và cuộc Nội chiến, là một sự lựa chọn hợp lý để trở thành đồng ứng cử của Lincoln trong cuộc tái tránh cử chức Tồng thống năm đó. Với thông điệp về đoàn kết dân tộc, hai người đã dễ dàng đắc cử trong cuộc đua vào Nhà trắng năm đó. Khi Johnson tuyên thệ nhậm chức vào tháng 3 năm 1865, ông đã có một bài phát biểu lan man, và sau đó, ông đã phải tự giấu mình để tránh sự chế giễu của dư luận. Sáu tuần sau đó, ông lên làm Tổng thống khi Lincoln bị ám sát.

## Tổng thống
Johnson đã thực hiện chính sách Tái thiết riêng của mình bằng cách ban hành một loạt các tuyên bố chỉ đạo các tiểu bang ly khai trong thời Nội chiến phải tổ chức các cuộc hội nghị và bầu cử để cải cách chính quyền dân sự của họ. Khi các vị lãnh đạo cũ của phe Liên minh trở về, và các tiểu bang miền Nam thông qua Luật da đen (Black Codes) nhằm tước quyền tự do dân sự của những người nô lệ đã được giải phóng trước đây, những hành động này đã khiến các thành viên Đảng Cộng hòa ở Quốc hội từ chối đại diện bỏ phiếu cho các tiểu bang này và tiến hành đề xướng một đề luật khác để bãi bỏ việc làm của những người miền Nam. Mặc dù Johnson phủ quyết đạo luật chống lại người miền Nam, các thành viên Đảng Cộng hòa trong Quốc hội đã gạt bỏ sự phủ quyết của ông và tạo nên một khuôn khổ làm việc trong suốt thời gian còn lại của nhiệm kỳ Tổng thống của Johnson. Tổng thống Johnson cũng là một người chống đối Tu Chánh án thứ 14 của Hiến pháp - một điều luật trao quyền công dân cho những nô lệ trước đây. Năm 1866, Johnson đã thực hiện một chuyến du lịch khắp quốc gia - điều mà trước đây chưa vị Tổng thống nào làm - để thúc đẩy mọi người ủng hộ các chính sách hành pháp của ông và nhằm phá vỡ sự đối lập của phe Cộng hòa. Khi sự xung đột giữa các nhánh trong chính phủ leo thang, Quốc hội đã thông qua Đạo luật Tenure of Office để hạn chế việc Johnson sa thải các thành viên Nội các. Khi Johnson kiên trì trong việc cố gắng miễn nhiệm Bộ trưởng Bộ Chiến tranh (tiền thân của Bộ Quốc phòng) lúc bấy giờ là Edwin Stanton, ông đã bị Hạ viện luận tội nhưng không bị kết án ở Thượng viện cũng như bị cách chức. Sau khi thất bại trong cuộc tuyển chọn ứng viên Tổng thống của Đảng Dân chủ năm 1868, Johnson rời Nhà trắng vào năm 1869.

## Hậu tổng thống
Trở về Tennessee sau nhiệm kỳ Tổng thống, Johnson tìm kiếm sự minh chứng chính trị và đạt được điều ấy khi ông một lần nữa đắc cử trở thành Thượng nghị sĩ vào năm 1875. Sự kiện này đã giúp ông trở thành vị cựu Tổng thống duy nhất làm việc trong Thượng viện Hoa Kỳ. Tuy nhiên, Johnson đã không may qua đời sau khi nhận chức vụ được 5 tháng. Trong sự nghiệp chính trị của mình, ông nhận được nhiều chỉ trích vì phản đổi mạnh mẽ việc Liên bang muốn đảm bảo quyền lợi cho những người Mỹ gốc Phi. Cũng vì lý do này, ông bị các nhà sử học đánh giá là một trong những vị Tổng thống tệ nhất trong lịch sử Hoa Kỳ.

## Đánh giá
Ông được cho là người đã gây ra một sai lầm lớn trong lịch sử nước Mỹ, đó là ngay sau cuộc nội chiến, Andrew Johnson đã quyết định đứng về phía người da trắng tại các bang miền Nam và ngăn cản việc mở rộng quyền con người ở các bang miền Nam (tại các bang miền Nam chỉ bãi bỏ chế độ nô lệ mà thôi). "Nước Mỹ vẫn đang tiếp tục phải trả giá cho sai lầm của Andrew Johnson", đó là ý kiến của giáo sư sử học danh dự Michael Le Benedict thuộc trường Đại học Ohio.